# Jens Ahlberg
Jens Ahlberg, född 1979, är en svensk litterär översättare från tyska, engelska och franska. Ahlberg har översatt titlar av bland andra Maurice Blanchot, Ulrich Alexander Boschwitz, Jarvis Cocker, Ken Follett och Hilary Mantel. Han är sedan 2021 ledamot av Översättarsektionens styrelse.
Ahlberg är även verksam som musiker under pseudonymen Jean Fatal, framför allt i postpunkbandet Dödens lammungar, men sedan 2016 även som soloartist. 2020 började han samarbeta med poeten och ljudkonstnären Pär Thörn.
Ahlberg är född och uppvuxen i stockholmsförorten Huddinge. 2018 bosatte han sig i Göteborg.